# Rajgir
Rajgir is een notified area in het district Nalanda van de Indiase staat Bihar. 

## Demografie
Volgens de Indiase volkstelling van 2001 wonen er 33.691 mensen in Rajgir, waarvan 53% mannelijk en 47% vrouwelijk is. De plaats heeft een alfabetiseringsgraad van 52%. 